# Lac Tourouvre
Lac Tourouvre är en sjö i Kanada.   Den ligger i regionen Mauricie och provinsen Québec, i den sydöstra delen av landet, 300 km nordost om huvudstaden Ottawa. Lac Tourouvre ligger 240 meter över havet. Arean är 15,4 kvadratkilometer. Den sträcker sig 12,5 kilometer i nord-sydlig riktning, och 8,5 kilometer i öst-västlig riktning.
I omgivningarna runt Lac Tourouvre växer i huvudsak blandskog. Trakten runt Lac Tourouvre är nära nog obefolkad, med mindre än två invånare per kvadratkilometer.